# Westfield (Nova Iorque)
Westfield é uma cidade na parte ocidental do condado de Chautauqua, em Nova York, Estados Unidos. A população era de 4.896 pessoas no censo de 2010.

## Geografia
De acordo com o United States Census Bureau, a cidade de Westfield tem uma área total de 122.4 km2 (47.3 sq mi), dos quais 122.2 km2 (47.2 sq mi) é terra e 0.2 km2 (0.08 sq mi), é água.